# Peloptulus latirostris
Peloptulus latirostris är en kvalsterart som beskrevs av Pérez-Íñigo 1969. Peloptulus latirostris ingår i släktet Peloptulus och familjen Phenopelopidae. Inga underarter finns listade i Catalogue of Life.